# الفساد في السعودية
الفساد في السعودية تعرّضت السعودية على مدى سنوات عدة لانتقادات واسعة تتعلق بملف الفساد، وطالت بعض اتهامات الفساد عددًا من أعضاء الأسرة الحاكمة والوزراء، و كبار موظفي الدولة من مدنيين و عسكريين، الأمر الذي حدا بالعاهل السعودي السابق الملك عبد الله لتأسيس لجنة لمكافحة الفساد في العام 2011، بعد أن مهدت لها فاجعة سيول جدة التي وقعت في نوفمبر 2009 مخلفة عددا من الضحايا، ومثلت شرارة الانطلاقة لمكافحة الفساد الإداري والمالي في السعودية.

## قضايا واتهامات
تصدرت صفقة اليمامة أبرز القضايا التي أثرت على سمعة السعودية وتسببت في توجيه اتهامات فساد طالت أشخاصًا نافذين وبعضهم ينتمون إلى العائلة المالكة، كما شملت اتهامات الفساد على مدى سنوات سابقة قضايا توزيع العائدات النفطية واحتكار المناصب السيادية والمتاجرة بتأشيرات العمالة، إضافة إلى قضايا تتعلق بالرشوة والاختلاس والابتزاز وتقاضي عمولات مقابل بعض الصفقات، وكذلك انتشار الواسطة والمحسوبية في التوظيف.
شهدت المملكة العربية السعودية تطورات هامة في مجال مكافحة الفساد خلال عام 2024، حيث حققت تحسناً تدريجياً في مؤشر مدركات الفساد بوصولها إلى 52 نقطة من 100. واصلت هيئة نزاهة جهودها في استهداف الفساد، مع تسجيل حالات محاكمة لمسؤولين كبار، مثل توقيف رئيس الهيئة الملكية لمحافظة العلا في يناير 2024 بتهم تتعلق بتبييض الأموال وسوء استغلال السلطة. كما عززت المملكة من قدرات هيئات مكافحة الفساد، وأصبح موظفو القطاع العام السعوديون الأكثر عرضة للملاحقة القضائية على مستوى الشرق الأوسط، بمعدل محاسبة يبلغ موظف واحد من كل 658 موظفاً سنوياً.

## مؤشر الفساد
منذ تأسيس الهيئة الوطنية لمكافحة الفساد حافظت السعودية على تقدم مقبول في مؤشر مدركات الفساد، وفي العام 2020 تقدمت إلى المركز 51 بعد أن كانت في المرتبة 62 في 2016، وهي الفترة التي شهدت حملة واسعة على الفساد بدأت في نوفمبر 2017.

## لجنة لمكافحة الفساد
في 4 نوفمبر 2017، أمر الملك سلمان بن عبدالعزيز إنشاء لجنة عليا برئاسة ولي العهد السعودي الأمير محمد بن سلمان، وتعمل على حصر المخالفات والجرائم وَتقوم اللجنة بحصر المخالفات والجرائم والكيانات المتعلقة بقضايا الفساد في السعودية، بالإضافة إلى إصدار أوامر منع السفر والقبض ولها الحق في اتخاذ الإجراءات الاحترازية حتى تحال للجهات القضائية، واتخاذ ما يلزم مع المتورطين في قضايا الفساد.[2][3]

### اعتقالات 2017
بعد إنشاء اللجنة مباشرةً، اعتقلت السعودية كبار مسؤولي الدولة والعائلة الحاكمة وشخصيات اقتصادية شهيرة بتهم الفساد. وأسهمت الحملة في استعادة 400 مليار من المتهمين.

## استهداف صغار الفاسدين
في أغسطس 2019 قال مازن الكهموس الذي عينه الملك سلمان بن عبد العزيز رئيسا لهيئة مكافحة الفساد إن ولي العهد الأمير محمد بن سلمان وجهه بلهجة شديدة بأن المرحلة المقبلة هي استئصال الفاسدين من الموظفين الصغار بعد أن تخلصت البلاد من الرؤوس الكبيرة الفاسدة، وفي مطلع سبتمبر، جرى تشكيل لجنة إشرافية بتوجيه من الملك سلمان لاتخاذ الوسائل والآليات اللازمة للقضاء على الفساد المالي والإداري، ويرأس اللجنة رئيس هيئة مكافحة الفساد وتضم في عضويتها رئيس هيئة الرقابة والتحقيق ومدير عام المباحث الإدارية.

## ترتيبات تنظيمية وهيكلية
في ديسمبر 2019 صدرت أوامر ملكية بالموافقة على الترتيبات التنظيمية والهيكلية المتصلة بمكافحة الفساد المالي والإداري والتي تضمنت ضم هيئة الرقابة والتحقيق والمباحث الإدارية إلى الهيئة الوطنية لمكافحة الفساد التي عدل مسماها إلى هيئة الرقابة ومكافحة الفساد، وإنشاء وحدة تحقيق وادعاء جنائي في الهيئة تختص بالتحقيق في القضايا الجنائية المتعلقة بالفساد المالي والإداري، والادعاء فيها، كما تضمنت فصل أي موظف تتم إدانته بجريمة جنائية تتصل بالفساد المالي والإداري، وأنه إذا طرأت زيادة على ثروة الموظف العام لا تتناسب مع دخله أو موارده بناء على قرائن مبنية على تحريات مالية بارتكابه جرائم فساد مالي أو إداري فيكون عليه عبء الإثبات للتحقق من مشروعية اكتسابه لتلك الأموال، كما يجوز لرئيس الهيئة اقتراح فصل الموظف العام بأمر ملكي في حال وجود شبهات قوية تمس كرامة الوظيفة أو النزاهة.